# Teresa Bonilla
Teresa Bonilla Lozano es una arquitecta y docente española. Especialista en Urbanística y Ordenación del Territorio, además de asesorar a numerosas ciudades españoles respecto a sus planes generales, ha impartido esta asignatura, y dirigida los másteres asociados, en la Escuela Técnica Superior de Arquitectura de Madrid de la Universidad Politécnica de Madrid hasta 2012. Ha sido vicepresidenta de Arquitectos Sin Fronteras de España.

## Biografía
Tras formar parte del equipo de Eduardo Mangada en la Consejería de Ordenación del Territorio, Medio Ambiente y Vivienda, del primer Gobierno de la Comunidad de Madrid, participando en el Plan General de Ordenación Urbana, se ha dedicada a asesorar diversas ciudades en sus respectivos planes generales, como Cádiz, entre otras.

## Proyectos
- Plan Parcial de La Dehesa María Martín, (Navalcarnero) - Arpegio[5]
- PGOU - Ayuntamiento de Cádiz, España. (2012)[6]

## Ponencias
- «Planteamiento urbano y las zonas verdes» - XXXVII Congreso Nacional de Parques y Jardines Públicos (2010)[7]